# Leptopsalis beccarii
Leptopsalis beccarii – gatunek kosarza z podrzędu Cyphophthalmi i rodziny Stylocellidae. Jest jedynym znanym przedstawicielem monotypowego rodzaju Leptopsalis.

## Opis
Kosarz ten posiada ciało o długości około 4 mm

## Występowanie
Gatunek endemiczny dla Indonezji, gdzie został wykazany z lodowca Singalang na Sumatrze.